# Andreea Răducan
Andreea Răducan (Bârlad, 30 de septiembre de 1983) es una gimnasta artística rumana, campeona olímpica en 2000 en el concurso por equipos, y cinco veces campeona mundial entre 1999 y 2001.

## Carrera deportiva
En el Mundial de Tianjin 1999 consigue oro en la prueba de suelo —por delante de su compatriota Simona Amanar y de la rusa Svetlana Khorkina—, plata en la barra de equilibrio —por detrás de la china Ling Jie y delante de la ucraniana Olga Roschupkina— y oro en el concurso por equipos, por delante de Rusia y Ucrania.
En los JJ. OO. de Sídney 2000 gana el oro en la final por equipos y en la final All Around —por delante de Rusia y Estados Unidos— y plata en salto de potro, tras la rusa Elena Zamolodchikova y delante de otra rusa Yekaterina Lobaznyuk.
2001 es su gran año en cuanto a triunfos deportivos, ya que en el Mundial celebrado en Gante (Bélgica) gana tres oros: en equipo, viga de equilibrio y suelo; y dos medallas de bronce, en salto de potro —tras la rusa Svetlana Khorkina y la uzbeka Oksana Chusovitina— y en la general individual, de nuevo tras Svetlana Khorkina (oro) y Natalia Ziganshina (plata).

## Filmografía
- 2020: The Golden Girl, documentário, HBO Europe.